# Римская Кампанья
Римская Кампанья (итал. campagna romana), или Кампанья-ди-Рома — низменные окрестности Рима, в регионе Лацио в центральной Италии, площадью около 2100 квадратных километров.
Граничит с Тольфой и горами Сабатини на севере, Альбанскими горами на юго-востоке и Тирренским морем на юго-западе. Реки Тибр и Аньене проходят через этот район.

## История

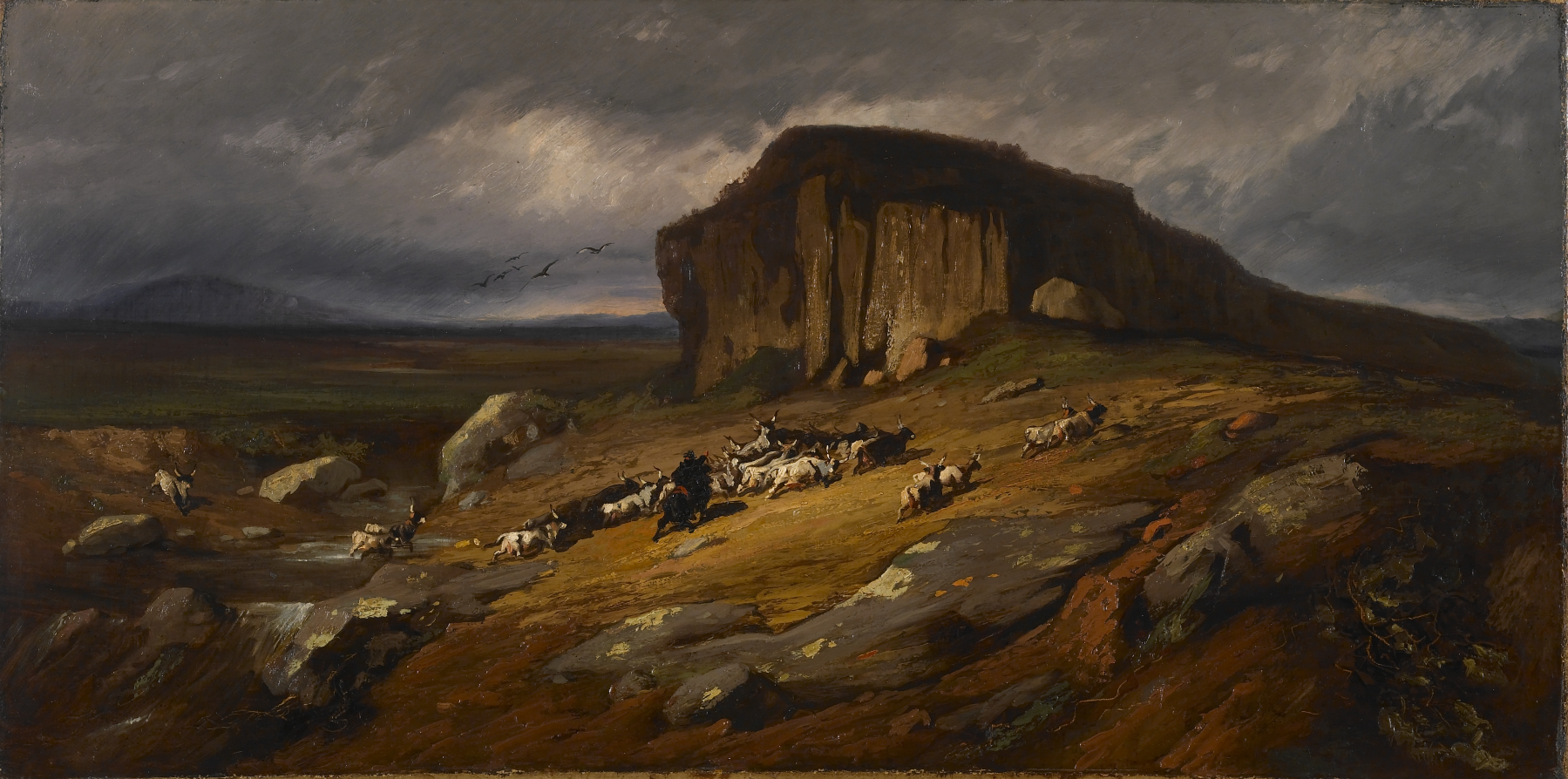
Жан Бенувиль. Пейзаж Римской Кампании

Во времена Древнего Рима это был важный сельскохозяйственный и жилой район, но он был заброшен в Средневековье из-за малярии и нехватки воды для нужд сельского хозяйства. Идиллическая красота Кампании вдохновляла художников, которые стекались в Рим в XVIII и XIX веках. В XIX и XX веках в регионе было восстановлено смешанное сельское хозяйство и построены новые поселения. Начиная с 1950-х годов, растущий Рим поглотил часть Кампании. Единственная непрерывная зелёная зона, где природные ресурсы региона были спасены от чрезмерного строительства, находится вдоль Аппиевой дороги.